# Stazione meteorologica di Velletri
La stazione meteorologica di Velletri è la stazione meteorologica di riferimento relativa alla località di Velletri.

## Coordinate geografiche
La stazione meteorologica è situata nell'Italia centrale, in provincia di Roma, nel comune di Velletri, a 352 metri s.l.m. e alle coordinate geografiche 41°41′N 12°47′E.

## Dati climatologici
Secondo i dati medi del trentennio 1961-1990, la temperatura media del mese più freddo, gennaio, è di +7,2 °C, mentre quella del mese più caldo, luglio, si attesta a +24,7 °C .
| Velletri           | Mesi | Mesi | Mesi | Mesi | Mesi | Mesi | Mesi | Mesi | Mesi | Mesi | Mesi | Mesi | Stagioni | Stagioni | Stagioni | Stagioni | Anno |
| Velletri           | Gen  | Feb  | Mar  | Apr  | Mag  | Giu  | Lug  | Ago  | Set  | Ott  | Nov  | Dic  | Inv      | Pri      | Est      | Aut      | Anno |
| ------------------ | ---- | ---- | ---- | ---- | ---- | ---- | ---- | ---- | ---- | ---- | ---- | ---- | -------- | -------- | -------- | -------- | ---- |
| T. max. media (°C) | 10,6 | 11,3 | 13,9 | 17,8 | 22,8 | 27,9 | 31,4 | 31,3 | 26,5 | 20,8 | 15,2 | 12,1 | 11,3     | 18,2     | 30,2     | 20,8     | 20,1 |
| T. media (°C)      | 7,2  | 7,6  | 9,8  | 13,1 | 17,2 | 21,6 | 24,7 | 24,6 | 21,0 | 16,3 | 11,7 | 8,7  | 7,8      | 13,4     | 23,6     | 16,3     | 15,3 |
| T. min. media (°C) | 3,8  | 4,0  | 5,7  | 8,4  | 11,7 | 15,3 | 17,9 | 17,9 | 15,4 | 11,8 | 8,2  | 5,4  | 4,4      | 8,6      | 17,0     | 11,8     | 10,5 |